# Der 7bte Zwerg
Der 7bte Zwerg ist ein deutscher Computeranimationsfilm aus dem Jahr 2014 mit Otto Waalkes in der Hauptrolle. Es handelt sich um die Fortsetzung der Realfilme 7 Zwerge – Männer allein im Wald (2004) und 7 Zwerge – Der Wald ist nicht genug (2006).

## Handlung
Auf dem Schloss Fantabularasa wird der 18. Geburtstag von Prinzessin Rose groß gefeiert, denn wenn sie sich bis Mitternacht nicht an einem spitzen Gegenstand sticht, wird der Fluch einer bösen Eisfee, der das ganze Königreich in einen hundertjährigen Schlaf versetzt, nicht wirksam. Deshalb wird die Prinzessin mit einer bronzenen Rüstung ausgestattet.
Alles läuft nach Plan, bis der tollpatschige Bubi, der siebte Zwerg, einen großen Fehler begeht und der Fluch Dellamortas greift. Um die Prinzessin aus ihrem erzwungenen Schlaf zu befreien, bedarf es eines Kusses aus wahrer Liebe. Der depressive Drache Burner hilft der siebenköpfigen Truppe und nimmt die Suche nach dem Traumprinzen auf, bei dem es sich um den Küchenjungen Jack handelt. Doch wird er von der Eisfee dafür schwer bestraft. Sie verwandelt den Drachen in eine Eisfigur und nimmt Jack mit sich fort. Die Zwerge folgen ihr und Bubi nimmt traurig Abschied von seinem Freund Burner. Dabei drückt er seine warme kleine Hand auf Burners Herz. Das aktiviert dessen innere Flamme und er beginnt aufzutauen, was die Zwerge jedoch nicht mehr bemerken, weil sie bereits Jack bis in den Thronsaal des Schlosses Fantabularasa nachgeeilt sind.
Bubi drängt darauf, dass Jack nun Rose küssen solle, die hier schlafend ruht. Doch dieser steht unter einem Zauberbann von Dellamorta und wird erst von Bubi von diesem Zauber befreit, als er Roses Spieluhr betätigt und Jack durch dieses Lied an seine wahre Liebe erinnert wird. Dellamorta versucht nun mit allen Mitteln zu verhindern, dass Jack seiner geliebten Rose den erlösenden Kuss geben kann. Sie zaubert eine riesige und schreckliche Eisfigur herbei, gegen die die kleinen Zwerge nichts ausrichten können. Zufällig entdeckt Bubi den Zaubertrank, den der Hoftüftler für sie bereitet hatte, doch ehe er ihn Jack geben kann, nimmt die Eisfee die Flasche an sich. Die Zwerge wollen aufgeben, doch da erscheint plötzlich Burner, der nun vollends wieder aufgetaut ist und nun zu aller Freude endlich auch Feuer speien kann. Damit zerschmilzt das Eismonster auf der Stelle. Gegen Dellamorta ist das Feuer des Drachen jedoch wirkungslos, denn sie schleudert ihre Eisstrahlen dagegen.
Jack will sich bei dem ganzen Tumult zu Rose „durchkämpfen“, was die Eisfee jedoch bemerkt und gegen den Küchenjungen ihre todbringenden Eisstrahlen einsetzen will. Bubi will das verhindern und bringt nicht ganz beabsichtigt, aber sehr wirkungsvoll einen großen Spiegel zwischen die beiden Kontrahenten. In der Folge reflektieren die Strahlen auf Dellamorta zurück und lassen sie zu einer Eisfigur werden. Nun kann Jack ungestört Rose den Kuss geben und sogleich erwachen das ganze Schloss und seine Bewohner aus dem erzwungenen Schlaf.

## Synchronisation
Die deutsche Synchronfassung entstand unter der Regie und dem Dialogbuch von Michael Nowka. Die Liedertexte stammen von Katja Brügger.
| Rolle                 | Synchronsprecher    |
| --------------------- | ------------------- |
| Bubi                  | Otto Waalkes        |
| Tschakko              | Mirco Nontschew     |
| Cloudy                | Boris Aljinovic     |
| Sunny                 | Ralf Schmitz        |
| Cookie                | Gustav Peter Wöhler |
| Speedy                | Martin Schneider    |
| Ralfie                | Norbert Heisterkamp |
| Eisfee Dellamorta     | Nina Hagen          |
| Burner, der Drache    | Christian Brückner  |
| Hoftüftler            | Sascha Grammel      |
| Herman                | Das Bo              |
| Fisch                 | Silke Jensen        |
| Sherman               | Leonhard Mahlich    |
| Prinzessin Rose       | Mia Diekow          |
| Jack, der Küchenjunge | Henning Nöhren      |
| Schneewittchen        | Cosma Shiva Hagen   |
| König                 | Peter Weck          |

| Rolle                       | Synchronsprecher    |
| --------------------------- | ------------------- |
| Der singende Hahn           | Daniel Welbat       |
| Rotkäppchen                 | Tanya Kahana        |
| Der böse Wolf               | Jan-David Rönfeldt  |
| Der gestiefelte Kater       | Stefan Fredrich     |
| Froschkönig                 | Olaf Reichmann      |
| Riese                       | Douglas Welbat      |
| Hexe                        | Katja Brügger       |
| Rumpelstilzchen             | Alexander Stamm     |
| Aschenputtel                | Millie Forsberg     |
| Portraitmaler               | Uwe Jellinek        |
| Einhorn                     | Anita Hopt          |
| Mini-Zwerg                  | Santiago Ziesmer    |
| Puppenspieler               | Michael Nowka       |
| Wache                       | Gerald Schaale      |
| Gretel                      | Friedel Morgenstern |
| Hänsel                      | Nicolas Rathod      |
| Erzähler (Anfang des Films) | Ralph Thiekötter    |

In den USA kam der Film am 31. Juli 2015 in die Kinos. Dafür war eine englische Synchronfassung angefertigt worden, Sprecher waren unter anderen Peyton List, Norm MacDonald, Joshua Graham und James Frantowski. Nina Hagen sprach wie in der deutschen Fassung die böse Dellamorta.

## Kritiken
Die Deutsche Film- und Medienbewertung verlieh dem Film das Prädikat „wertvoll“. Die Fernsehzeitschrift TV Spielfilm urteilte, die Inszenierung wirke wie ein „holperiger, mit witzfreien Dialogen garnierter „Shrek“-Abklatsch im Plastikpuppenlook“. „Spaß haben an dem Quatsch höchstens die ganz kleinen Zwerglein.“ Björn Becher schrieb auf Filmstarts.de, der Film sei der „weitgehend misslungene Versuch, aus einer deutschen Erfolgsreihe für Comedy-Fans einen auf einen internationalen Markt zugeschnittenen Kinderfilm zu machen“. Er sei „eine Parade öder Musikeinlagen und infantiler Witze“.

## Trivia
- Der Film lief ab dem 25. September 2014 in den deutschen Kinos.
- Der 7bte Zwerg ist in seiner dreiteiligen Reihe der erste, der durchgehend animiert wurde. Nahezu alle Darsteller der ersten beiden Filme liehen ihren Figuren hier ihre Stimmen.[6]
- Der Titel des Films ist nach der deutschen Rechtschreibung falsch. Der korrekt geschriebene Titel würde „Der 7. Zwerg“[7] oder allenfalls „Der 7te Zwerg“ lauten.
- Der Film spielte mit gut 406.000 Zuschauern bisher über 2,6 Millionen Euro ein.[8]